# Patrick Neeson Lynch
Patrick Neeson Lynch (Clones, 10 marzo 1817 – Charleston (Carolina del Sud), 26 febbraio 1882) è stato un vescovo cattolico statunitense.

## Biografia
Patrick Neeson Lynch è andato con i suoi genitori, di origine irlandesi nel 1819 negli Stati Uniti. La famiglia si stabilì a Cheraw (Carolina del Sud); ha studiato teologia cattolica e filosofia nel seminario di
Charleston (Carolina del Sud). Ha ricevuto il 5 aprile 1840, il sacramento dell'ordine sacro.
Lynch ha ricevuto il suo dottorato di teologia cattolica a Roma. Successivamente, è stato segretario del vescovo di Charleston. Ha anche insegnato presso il seminario di Charleston.
L'11 dicembre 1857 è stato nominato da Papa Pio IX vescovo di Charleston. L'arcivescovo dell'arcidiocesi di Baltimora, Francis Patrick Kenrick, gli ha conferito, il 14 marzo 1858, l'ordinazione episcopale; sono stati consacrati anche , Michael Portier dell'arcidiocesi di Mobile e John Barry della diocesi di Savannah.
Il 20 febbraio 1864 è stato nominato dal presidente Jefferson Davis della Stati Confederati d'America ad essere il suo delegato per la Santa Sede, che ha mantenuto relazioni diplomatiche nel nome del Pontificio. Papa Pio IX , come avevano fatto i suoi predecessori, ha condannato la schiavitù. Nonostante la missione del vescovo Lynch, e quella prima di Ambrose Dudley Mann, il Vaticano non riconobbe mai la Confederazione. Il Papa ha ricevuto il vescovo Lynch solo nella sua capacità ecclesiastica.

## Genealogia episcopale e successione apostolica
La genealogia episcopale è:
- Cardinale Scipione Rebiba
- Cardinale Giulio Antonio Santori
- Cardinale Girolamo Bernerio, O.P.
- Arcivescovo Galeazzo Sanvitale
- Cardinale Ludovico Ludovisi
- Cardinale Luigi Caetani
- Cardinale Ulderico Carpegna
- Cardinale Paluzzo Paluzzi Altieri degli Albertoni
- Cardinale Gaspare Carpegna
- Cardinale Fabrizio Paolucci
- Cardinale Francesco Barberini
- Cardinale Annibale Albani
- Cardinale Federico Marcello Lante Montefeltro della Rovere
- Vescovo Charles Walmesley, O.S.B.
- Arcivescovo John Carroll, S.I.
- Vescovo Benedict Joseph Flaget, P.S.S.
- Arcivescovo Francis Patrick Kenrick
- Vescovo Patrick Neeson Lynch

La successione apostolica è:
- Vescovo John Moore (1877)